# Aylburton
Aylburton – wieś w Anglii, w hrabstwie Gloucestershire, w dystrykcie Forest of Dean. Leży 27 km na południowy zachód od miasta Gloucester i 170 km na zachód od Londynu.